# 朱木
朱木（1502年—1568年），字子喬，號守愚，直隸蘇州府常熟縣人，明朝政治人物。

## 生平
嘉靖七年（1528年）戊子科順天府鄉試第六十二名舉人。嘉靖二十三年（1544年）中式甲辰科會試第九十五名，登第三甲第一百二十七名進士。授山東昌樂縣知縣，嘉靖二十七年（1548年）行取南京廣西道監察御史，巡視上江，不久因繼母湯氏去世，丁憂去職。服闕，補山東道監察御史，嘉靖三十五年三月，掌吏部事大学士李本奉诏考察不职科道官共三十八人，朱木等人受廷杖四十，幾乎斃命，出為鄭州州判，歷遷浙江遂安縣知縣、敘州府同知，告病辭官歸鄉。隆庆二年卒，享年六十七。

## 家族
曾祖朱塈；祖父朱丙，號慎斋；父朱寅，號古愚，工部主事。母鄒氏；繼母湯氏。慈侍下。兄朱棟（省祭官）；弟朱本。元配鄒氏，浔州知府鄒武之女。继室盧氏，廣西布政使盧翊姪孫女。子朱德光、朱欽光。